# Absinto

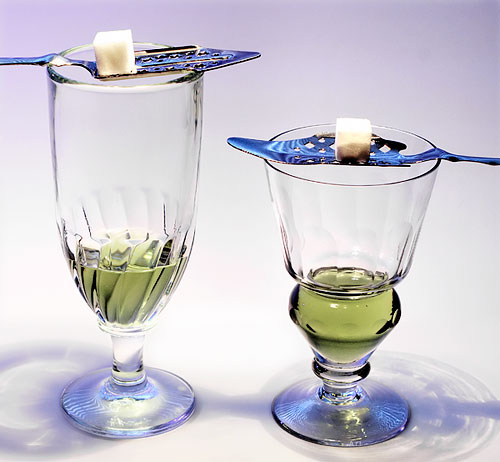
Absinto com torrão de açúcar

O absinto é uma bebida destilada à base de anis e outras ervas, como funcho e Artemisia absinthium.  Foi criado e utilizado primeiramente como remédio por Pierre Ordinaire, um médico francês que morava em Couvet, na Suíça, por volta de 1792.
O absinto foi especialmente popular na França, sobretudo pela ligação aos artistas parisienses de finais do século XIX e princípios do século XX, até a sua proibição em 1915. Recentemente, ganhou alguma popularidade com a sua legalização em vários países. É também conhecido popularmente por fada verde (la fée verte) em virtude de um suposto efeito alucinógeno. Charles Baudelaire, Paul Verlaine, Arthur Rimbaud, Stéphane Mallarmé, Van Gogh, Oscar Wilde, Henri de Toulouse-Lautrec, Edgar Allan Poe, Aleister Crowley, Ernest Hemingway, James Joyce, Amadeo Modigliani, Pablo Picasso, Marcel Proust, Erik Satie, Lord Byron, Alfred Jarry e Fernando Pessoa eram adeptos da fada verde.
Possui teor alcoólico alto, entre 45–74%. Possui um cor natural verde, mas também pode ser transparente. Algumas vezes, é tido como um licor, mas tradicionalmente não é engarrafado com açúcar adicionado, portanto é classificado como um destilado. Tradicionalmente, é engarrafado com uma alta percentagem de álcool por volume, mas normalmente é diluído com água antes de ser consumido.
Frequentemente, costuma ser apresentado como uma droga psicoativa e alucinógeno de alto poder viciante. O composto químico tujona, que está presente na bebida em quantidades residuais, foi responsabilizado pelos efeitos deletérios da bebida. Por volta de 1915, a bebida estava proibida nos Estados Unidos e em grande parte da Europa, como na França, Países Baixos, Bélgica, Suíça e Áustria-Hungria, embora não estivesse provado que ela era mais daninha que qualquer outra bebida destilada. Estudos recentes demonstraram que as propriedades psicoativas do absinto (à parte os efeitos do álcool) foram exageradas.
Na década de 1990, começou um renascer do absinto, seguindo as novas leis da União Europeia sobre bebida e alimento que removeram antigas barreiras à sua produção e venda. No início do século XXI, quase duzentas marcas de absinto estavam sendo produzidas em uma dúzia de países, notavelmente na França, Áustria, Alemanha, Países Baixos, Espanha e República Tcheca.

## Etimologia
A palavra "absinto" deriva do termo latino absinthium, que por sua vez deriva do termo grego ἀψίνθιον, apsínthion. O uso da planta Artemisia absinthium numa bebida é atestada pela obra De rerum natura, de Lucrécio, que diz que uma bebida contendo a planta absinto é servida como remédio a uma criança, adoçada na borda com mel para a tornar palatável. Alguns argumentam que a palavra significa "imbebível" em grego, mas ela também pode estar ligada à raiz persa spand ou aspand, ou a variante esfand, que remete à planta Peganum harmala, também conhecida como "arruda síria", embora não seja realmente uma variedade de arruda, outra famosa planta amarga. A planta Artemisia absinthium era, usualmente, queimada como uma oferenda protetora, o que sugere que a origem da palavra pode estar na raiz protoindo-europeia *spend, que significa "realizar um ritual" ou "fazer uma oferta". Está pouco claro se a palavra foi um empréstimo do persa ao grego, ou se deriva de uma origem comum a ambas as línguas. Alternativamente, a palavra grega pode derivar de um substrato pré-grego, marcada pela consoante complexa não indo-europeia νθ (-nth).

## História
A origem precisa do absinto é pouco clara. O uso médico da planta homônima já existia no Egito antigo, e é mencionada no papiro Ebers (c. 1550 a.C.). Extratos da planta e folhas da planta embebidas em vinho eram usados como remédio pelos antigos gregos. Existe evidência de um vinho na Grécia antiga que era aromatizado com a planta e recebia o nome absinthites oinos.
A primeira evidência de absinto, no sentido de bebida destilada contendo anis verde e funcho, data do século XVIII. De acordo com a lenda, começou como um remédio para tudo, patenteado pelo médico Pierre Ordinaire, que vivia na cidade de Couvet, na Suíça, por volta de 1792 (a data exata varia de acordo com o registro). A receita de Ordinaire foi passada para as irmãs Henriod, que a venderam como um elixir medicinal. Em outros registros, as irmãs Henriod já produziam a bebida antes de Ordinaire. Posteriormente, o major Dubied adquiriu a fórmula das irmãs em 1797 e abriu a primeira destilaria de absinto, chamada Dubied Père et Fils , em Couvet, com seu filho Marcellin e seu genro Henry-Louis Pernod. Em 1805, eles construíram uma segunda destilaria em Pontarlier, na França, sob o nome Maison Pernod Fils. A Pernod Fils se manteve como uma das mais populares marcas de absinto até a bebida ser proibida na França em 1914.

### Crescimento do consumo
O consumo de absinto cresceu sem interrupções ao longo da década de 1840, quando foi fornecido aos soldados franceses como um preventivo para a malária, e os soldados trouxeram o hábito da bebida para seus lares. O absinto se tornou tão popular em bares, cafés e bistrôs na década de 1860 que a hora de cinco horas da tarde passou a ser chamada de "hora verde". Era consumido por todas as classes sociais, desde a rica burguesia até os artistas pobres e os trabalhadores. Na década de 1880, a produção em massa fez o preço cair abruptamente. Em 1910, os franceses estavam consumindo 36 000 000 de litros por ano. Em comparação, os franceses estavam consumindo 5 000 000 000 de litros de vinho por ano.
O absinto era exportado amplamente a partir da França e da Suíça, e alcançou algum grau de popularidade em outros países, como Espanha, Grã-Bretanha, Estados Unidos e República Tcheca. Nunca chegou a ser proibido na Espanha ou em Portugal, e sua produção e consumo nunca cessaram. Teve um aumento temporário de popularidade no início do século XX, correspondendo aos movimentos artísticos art nouveau e modernismo.
A cidade de Nova Orleans, nos Estados Unidos, está associada ao absinto. Ela costuma ser tida como o berço do sazerac, talvez o mais antigo coquetel de absinto. O bar Old Absinthe House, na rua Bourbon, começou a vender absinto na primeira metade do século XIX. Seu proprietário catalão, Cayetano Ferrer, o nomeou Absinthe Room em 1874 devido à popularidade do drinque, que era servido em estilo parisiense. O bar foi frequentado por Mark Twain, Oscar Wilde, Franklin Delano Roosevelt, Aleister Crowley e Frank Sinatra.
Na Europa do início do século XX, o absinto era considerado uma droga de massas, levando a população ao alcoolismo e, segundo médicos da época, ocasionando outros problemas de saúde, inclusive mentais, tais como: epilepsia, suicídio e loucura.[carece de fontes?]
Em 1873, após uma noite de consumo de absinto, o poeta Paul Verlaine atirou em Arthur Rimbaud, seu amante na época. Van Gogh, além de suas perturbações inatas, estava sob o efeito do absinto quando cortou a própria orelha e agrediu Gauguin.
Na Suíça, acreditava-se que cerca de 40% da população adulta era dependente da "fada verde". Em 1912, cerca de 220 milhões de litros de absinto foram produzidos na França. O consumo de absinto na França era tão elevado que, à hora do consumo, entre as 17h00 e as 19h00, chamou-se hora verde.
Além dos males causados à saúde, o absinto foi acusado de ser responsável pelo aumento da criminalidade. Em 1905, Jean Lanfray assassinou sua família com uma espingarda após grande consumo de várias bebidas (entre elas, o absinto).

### Banimentos
O absinto passou a ser associado a crimes violentos e desordem social. Um escritor atual defende que essa tendência era estimulada por denúncias fabricadas e campanhas de difamação, orquestradas pelo movimento da temperança e pela indústria do vinho. Um crítico disse:

O absinto te enlouquece e te torna um criminoso, provoca epilepsia e tuberculose, e matou milhares de franceses. Ele torna o homem uma besta feroz, a mulher uma mártir, e a criança uma degenerada, desorganiza e arruína a família, e ameaça o futuro do país.
A primeira grande obra de Édouard Manet, O bebedor de absinto, foi controversa, e foi rejeitada pelo salão de Paris em 1859.
A pintura O absinto (1876), de Edgard Degas, pode ser vista no museu de Orsay resumindo a visão popular sobre os viciados em absinto como encharcados e entorpecidos, e Émile Zola descreveu seus efeitos em sua novela L'Assommoir (O cabaré).
Em 1905, o agricultor suíço Jean Lanfray assassinou sua família e tentou se matar depois de beber absinto. Lanfray era um alcoólatra que havia bebido uma quantidade considerável de vinho e brandy antes dos assassinatos, mas isso foi esquecido ou ignorado, e a culpa pelos assassinatos foi colocada somente no consumo de dois copos de absinto. Os assassinatos de Lanfray foram o ponto de virada nesse quente debate, e uma petição subsequente coletou mais de 82 000 assinaturas pedindo o banimento da bebida na Suíça. Foi realizado um referendo em 5 de julho de 1908. Ele foi aprovado pelos votantes (63,5% dos votos), e a proibição do absinto foi inscrita na constituição da Suíça em 1910.
Em 1906, Bélgica e Brasil baniram a venda e a distribuição de absinto, embora estes não tenham sido os primeiros países a fazerem o mesmo. A bebida já havia sido banida em 1898 na colônia do Estado Livre do Congo.
Outros países seguiram a Suíça (os Países Baixos em 1909, os Estados Unidos em 1912, a França em 1914) e, em 1913, os Estados Unidos e quase toda Europa haviam adotado a proibição. Apenas na Espanha, Dinamarca, Inglaterra e em Portugal ainda era permitido o consumo, mas só se a bebida fosse produzida com quantidade limitada de tujona.
A proibição do absinto na França fez aumentar a popularidade do pastis e, em menor escala, do ouzo e outras bebidas destiladas à base de anis que não contivessem a planta absinto. Depois do fim da Primeira Guerra Mundial, a produção da marca Pernod Fils se limitava à produção da destilaria Banus, na Catalunha, na Espanha, onde o absinto ainda era legal, mas o declínio nas vendas levou ao término da produção na década de 1960. Na Suíça, o banimento serviu apenas para aumentar a produção clandestina de absinto. Destilarias caseiras produziam absinto incolor, que era mais fácil de esconder das autoridades. Muitos países nunca baniram o absinto: o mais famoso deles foi a Grã-Bretanha, onde ele nunca havia sido tão popular como na Europa continental.

### Renascimento
Hoje, se sabe que os efeitos supostamente alucinógenos da bebida nunca foram comprovados, e o absinto é considerado perfeitamente normal para o consumo. Este fato levou muitos países a liberarem a produção, venda e consumo do absinto, como vários países da Europa, Estados Unidos e Brasil.
A importadora britânica BBH Spirits começou a importar a marca Hill's Absinth da República Tcheca na década de 1990, pois o Reino Unido nunca havia formalmente banido a bebida. Isso iniciou um novo processo de popularização da bebida. De início, apenas nos países onde a bebida nunca havia sido banida. Na época, as marcas de absinto eram marcas recentes tchecas, portuguesas e espanholas, geralmente de estilo boêmio. Especialistas consideram que era um absinto de qualidade inferior, e não representativo do absinto do século XIX.
Em 1999, a bebida chegou ao Brasil pelo empresário Lalo Zanini. Foi legalizada no mesmo ano, porém teve de adaptar-se à lei brasileira, com teor alcoólico máximo de 54° GL de acordo com a norma do Art. 12, inciso II do Decreto 6 871/2009, não podendo atingir a elevada graduação das versões comercializadas na Europa, as quais comumente superam os 70% de álcool em sua composição.
Em 2000, La Fée Absinthe se tornou a primeira marca de absinto produzida na França desde o banimento de 1914, mas atualmente é apenas uma dentre dúzias de marcas que são produzidas nesse país. A proibição francesa do absinto de 1915 foi rejeitada em maio de 2011 a pedido da Federação Francesa de Destilados.
Nos Países Baixos, as restrições foram desafiadas pelo comerciante de vinhos de Amsterdã Menno Boorsma em julho de 2004, confirmando, desta forma, a volta à legalidade do absinto. De modo similar, a Bélgica revogou a longa proibição do absinto em 1° de janeiro de 2005, citando um conflito com a legislação sobre comida e bebida do Mercado Comum Europeu. Na Suíça, a proibição constitucional foi rejeitada em 2000 durante uma revisão constitucional, embora a proibição tenha sido transferida para uma lei ordinária. Posteriormente, essa lei foi rejeitada, e o absinto se tornou legal em 1º de março de 2005.
A bebida nunca foi oficialmente banida na Espanha, embora ela tenha começado a perder a popularidade na década de 1940, e tenha caído praticamente na obscuridade. A Catalunha começou a registrar uma significativa volta do absinto a partir de 2007, quando uma empresa começou a produzi-lo nessa região espanhola. O absinto nunca teve sua importação ou produção proibida na Austrália, embora a importação requeira uma permissão devido à proibição de importar qualquer produto que contenha "óleo de absinto".
Em 2007, a marca francesa Lucid se tornou o primeiro genuíno absinto a receber o certificado de importação pelos Estados Unidos desde 1912. Em dezembro de 2007, o St. George Absinthe Verte, produzido pela empresa St. George Spirits, de Alameda (Califórnia), se tornou o primeiro absinto a ser produzido nos Estados Unidos desde seu banimento. Desde então, microdestilarias têm produzido pequenas quantidades da bebida no país.
O século XXI tem visto novas formas de absinto, incluindo várias preparações congeladas que têm se tornado crescentemente populares.

## Produção
A maioria dos países não tem uma definição legal do absinto, enquanto o método de produção e o conteúdo de bebidas destiladas como uísque, brandy e gim são globalmente definidos e regulados. Consequentemente, os produtores estão livres para fabricar a bebida sem qualquer padrão legal de qualidade.
Os produtores de legítimo absinto empregam um entre dois processos historicamente definidos: destilação ou mistura fria. No único país (Suíça) que possui uma definição legal do absinto, a destilação é o único método permitido de produção.

### Absinto destilado

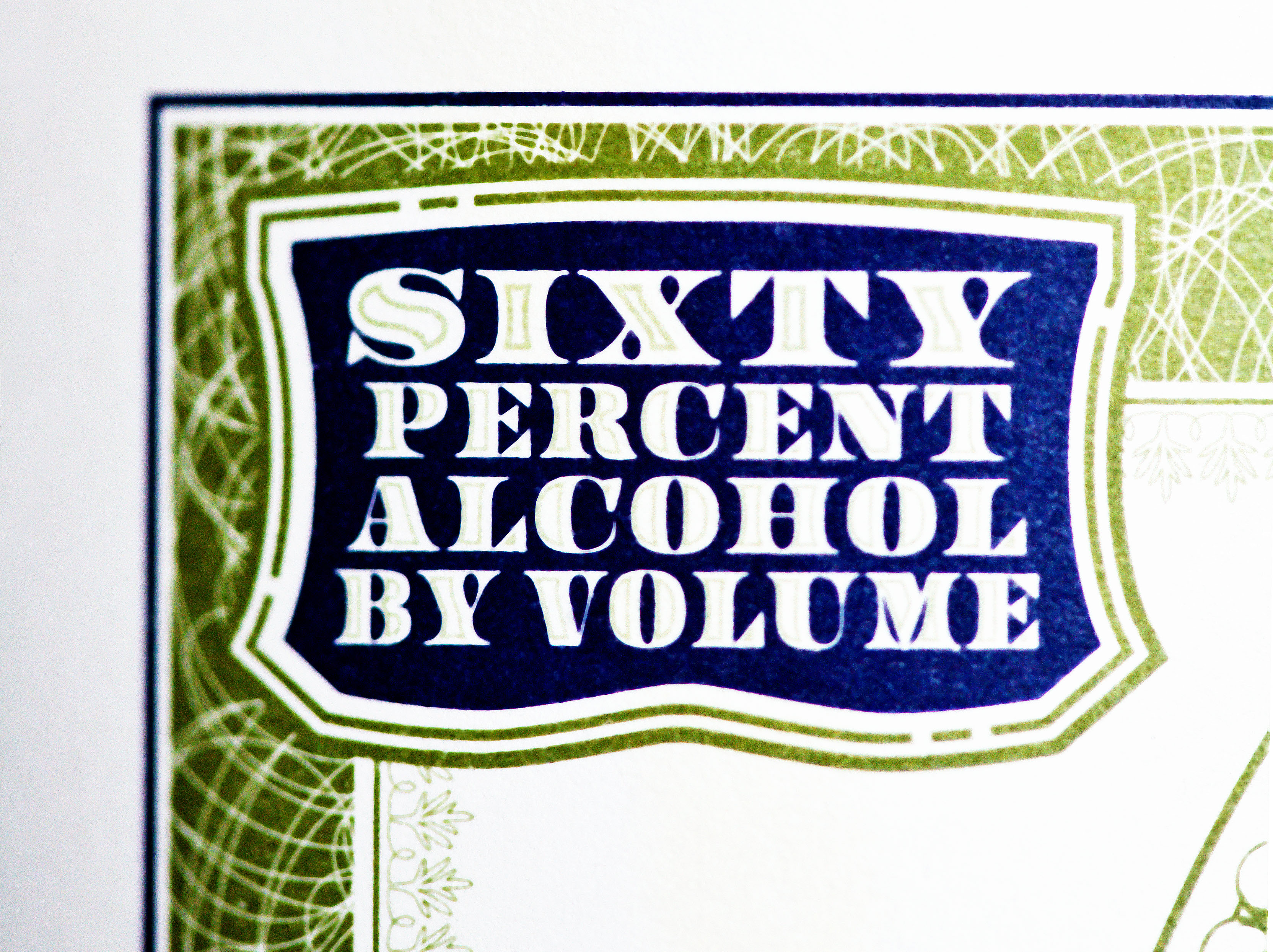
Rótulo demonstrando a graduação alcoólica: 60% vol.

Emprega um método de produção similar ao do gim de alta qualidade. Inicialmente, as ervas são maceradas em uma base de álcool destilado. Depois, ocorre nova destilação para extrair princípios amargos e transmitir a desejada complexidade e textura ao destilado.
Inicialmente, a destilação do absinto fornece um destilado incolor que deixa o alambique a uma graduação aproximada de 72% ABV. O destilado pode ser reduzido e engarrafado, para produzir o absinto branco ou azul. Ou pode ser colorido, com corantes naturais ou artificiais, e produzir o absinto verde.
Os absintos tradicionais obtêm sua cor verde a partir somente de clorofila de ervas integrais, que é extraída de plantas a partir de uma maceração secundária. Essas plantas podem ser, por exemplo,  Artemisia pontica, Hyssopus officinalis e Melissa. O absinto também pode ser colorido naturalmente nas cores rosa ou vermelha usando flores de rosa ou hibisco. Somente está documentada, porém, uma marca de absinto rosa..
Depois do processo de coloração, o produto resultante é diluído em água para alcançar a percentagem desejada de álcool. Diz-se que o sabor do absinto melhora com o envelhecimento, e muitas destilarias pré-banimento armazenavam a bebida em tanques de envelhecimento antes de engarrafá-la.

### Ingredientes
Tradicionalmente, o absinto é preparado a partir da destilação de álcool neutro, ervas, temperos e água. Os absintos tradicionais são redestilados a partir de destilado de uva branca (eau de vie), enquanto absintos inferiores usam destilados de grãos, beterraba ou batata. As principais ervas utilizadas são Artemisia absinthium, anis verde e funcho, que são chamados frequentemente de "santíssima trindade". Muitas outras ervas também podem ser usadas, como Artemisia pontica, Hyssopus officinalis, erva-cidreira, Illicium verum, Angelica, hortelã-pimenta, coentro e Veronica.
Uma antiga receita foi incluída no "Livro de cozinha inglês e australiano" (1864). Ela dizia:

Pegue as pontas dos absintos, quatro libras; raiz de angélica, Calamus aromaticus, anis, ervas aromáticas, uma libra de cada; álcool, quatro galões. Macere essas substâncias por oito dias, adicione um pouco de água, e destile com fogo brando, até obter dois galões. Isso é reduzido a uma mistura padrão de água e álcool, e adicione algumas gotas de óleo de anis.

### Graduação alcoólica
Historicamente, o absinto era engarrafado a uma graduação alcoólica de 45–74% ABV. Algumas marcas atuais franco-suíças são engarrafadas a uma graduação de 83% ABV, enquanto algumas marcas atuais de absinto misturado a frio de estilo boêmio chegam a ser engarrafados a 90% ABV.

## Influência cultural
Numerosos artistas e escritores que viveram na França nos séculos XIX e XX foram notáveis consumidores de absinto e incluíram a bebida em suas obras. Alguns deles incluem Édouard Manet, Guy de Maupassant, Paul Verlaine, Amedeo Modigliani, Edgar Degas, Henri de Toulouse-Lautrec, Vincent van Gogh, Oscar Wilde, Arthur Rimbaud e Émile Zola. Muitos outros artistas e escritores renomados também se inspiraram nesse contexto cultural, incluindo Aleister Crowley, Ernest Hemingway, Pablo Picasso, August Strindberg e Erik Satie.

A aura de ilegalidade e mistério em torno do absinto tem influenciado a literatura, filmes, música e televisão, onde frequentemente é retratado como uma bebida misteriosa, viciante e alteradora da consciência. Wormwood: A Drama of Paris (1890) de Marie Corelli foi um romance popular sobre um francês levado ao assassinato e à ruína após ser apresentado ao absinto. Concebido como uma fábula moral sobre os perigos da bebida, especulou-se que tenha contribuído para as posteriores proibições do absinto na Europa e nos Estados Unidos. Algumas das primeiras referências cinematográficas incluem The Hasher's Delirium (1910) de Émile Cohl, um pioneiro inicial na arte da animação, bem como dois filmes mudos diferentes, ambos intitulados Absinthe, de 1913 e 1914, respectivamente.